# Meunieriella dalechampiae
Meunieriella dalechampiae är en tvåvingeart som först beskrevs av Ewald Rübsaamen 1905.  Meunieriella dalechampiae ingår i släktet Meunieriella och familjen gallmyggor. Inga underarter finns listade i Catalogue of Life.